# 鈴木一夫 (実業家)
鈴木 一夫（すずき かずお、1947年7月21日 - ）は、日本の経営者。東燃ゼネラル石油社長を務めた。福岡県出身。

## 経歴・人物
1972年に京都大学大学院工学研究科を修了し、同年に東亜燃料工業（のちの東燃ゼネラル石油）に入社した。2005年に副社長に就任し、2008年3月には社長に昇格。2010年3月に退任。